# Сталкер (программа)
Ста́лкер (от англ. stalker — ловец, охотник, следопыт) — платная проприетарная астрологическая программа, одна из первых российских, давшая начало целому семейству астрологических программ, сочетающих инструментальную часть профессиональных астрологических расчётов со специальным способом отображения прогностических параметров. Система визуального прогнозирования. Астрологический конструктор.
В основе всех модификаций и версий программ семейства «Сталкер» лежит идея «сталкинга» — преследования, выслеживания. Она реализована в виде «персонального навигатора во времени», предназначенного для отслеживания личных событий, рассчитанных по времени с точностью до минут.
Для быстрой оценки рассчитываемые «Сталкером» события визуализируются в виде круговых или линейных диаграмм (патент РФ).
Проект семейства астрологических программ «Сталкер» стартовал в 1993 году (три версии под MS-DOS).
Автор проекта: доктор Астрологии Российского Астрологического Общества, к.т.н. — Карев Павел Викторович.

## Модификации и версии
- «Большой Сталкер» — под Microsoft Windows.
  - 0-версия («Сталкер-w’95») — в 1997 году была создана первая российская астрологическая программа под 32-разрядную операционную систему Windows 95.
  - версия 1 — для любителей астрологии (январь 1997 года).
  - версия 2 — для изучающих астрологию (июнь 1997 года).
  - версия 3 — для профессиональных астрологов (сентябрь 1998 года).
  - версия 4 — для профессиональных астрологов (май 2001 года).
  - версия 5 — для профессиональных астрологов (ноябрь 2003 года).
  - версия 6 — для профессиональных астрологов (сентябрь 2005 года).
- «Сталкер для КПК» — под Pocket PC 2003 и Windows Mobile[3].
  - «Сталкер-0 для КПК» — в 2004 году создана первая российская астрологическая программа для карманных персональных компьютеров, работающая под управлением ОС Pocket PC 2003 (19.06.2004).
  - версия 1 — для любителей астрологии (04.09.2004).
  - версия 2 — для изучающих астрологию (04.09.2004).
  - версия 3 — для профессиональных астрологов (11.10.2006).
- «Сталкер-календарь» — расчёт и построение индивидуальной диаграммы событий[4] на каждый день на фоне 24-часового циферблата (02.09.2002).
- «Сталкер On-line» — построение профессионального гороскопа онлайн (23.11.2004).
- «Циферблат удачи» — расчёт и построение индивидуальной диаграммы событий на каждый день на фоне 24-часового циферблата в режиме онлайн (09.06.2007).